# Holzkorporation Zollikon
Die Holzkorporation Zollikon wurde im Jahr 1330 in Zollikon im Schweizer Kanton Zürich gegründet. Sie gilt als die älteste noch bestehende Waldkorporation der Schweiz.

## Gründung

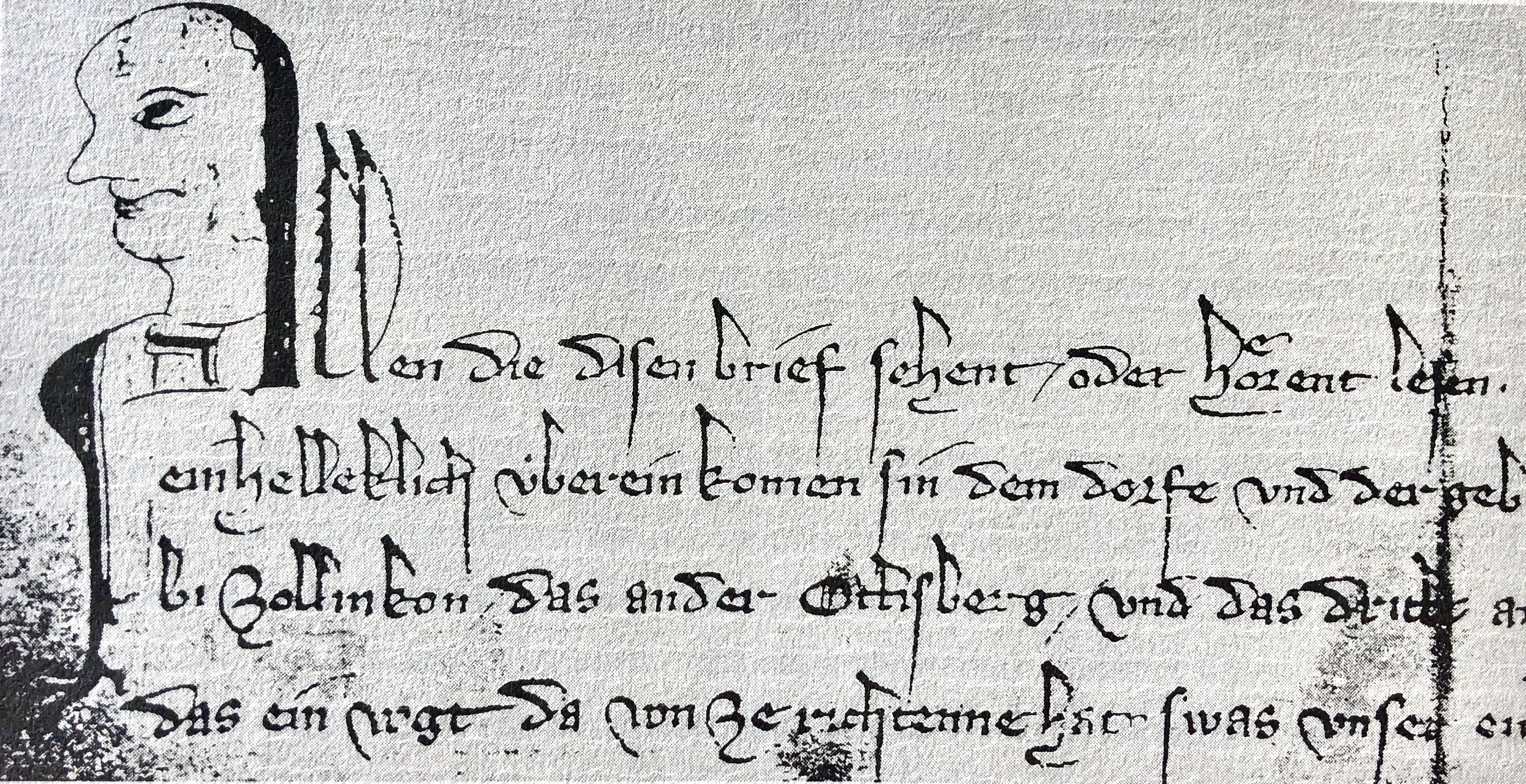
Anfang der Gründungsurkunde. Der Kopf dürfte den siegelnden Ritter Gottfried Mülner I. darstellen.

Am 30. April 1330 gründeten die rund 250 Einwohner des Dorfes Zollikon die Holzkorporation. Das Ziel dieser Vereinigung war es, nach dem Motto «Gemeinnutz vor Eigennutz» eine Übernutzung ihres grossen Waldes zu verhindern. Wie sie in dessen Besitz gekommen waren, ist nicht überliefert. Vermutlich ging dies auf die Alemannen zurück, die als Gründer der Siedlung gelten und die Waldungen als gemeinsames Eigentum bestehen liessen. Durch das Dokument sollten die Nutzung des Waldes und seine Besitzverhältnisse geregelt werden. Nutzniesser waren alle, die im Dorf Grundeigentum besassen. Der Verkauf an Auswärtige war nicht erlaubt, Zugezogene hatten keinen Anspruch. Der Text der Gründungsurkunde lautet:

«Allen, die disen brief sehen oder hörent lesen, künden wir die dorflüte und die gebursami (Bauernschaft) gemeinlich von Zollinkon und vergehen offenlich (erklären) das wir gemeinlich und einhelliklich übereinkommen sind, dem dorfe und der gebursami zu nutze und ze eren umbe den gebresten (Schaden), so untz her in unsern höltzern gewesen ist, der man eines nemmet (nennet) der Berg bi Zollinkon, das ander Otlisberg und das dritte am Gebreitengebirge und alles unser ledig und fri eigen ist und nieman fürbas nicht damitte ze schafenne hat, man so vil, das ein vogt davon ze richtenne hat (ausgenommen die Strafgewalt des Vogtes), swas unsereiner von den andern bresten darinne hat. Und darumbe, das aller gebreste beide nu und hernach in denselben höltzern verhütet und verchomen gantzlich werde, und wan es unser vordern untzher also geschirmet und besorget hant, so han wir gemeinlich von aller unser gebursami zwelf erber manne genommen, die och gesworn hant offenlich ze den heiligen, allen gebresten zu verhütenne, se verre si kunen ald mugen ane alle geverde (so gut es ihnen möglich sei). Dis sind die zwelfe, so herumbe gesworn hant: Ulrich Wetzel, Rudolf Herweger, Ulrich Dietrich, Jost Herweger, Rudolf Brunner, Rudolf Spelter, Heinrich Schiltknecht, Heinrich Wosto, Rudolf der Oberost, Ulrich Zweifel, Jakob Kienast und Joss Wetzel.
Und hant och dise selben zwelfe alsust gesworn mit namen, das sie verhüten soln bi dem eide, das des vorgenanden holtzes weder lützel noch vil dem dorfe ze Zollinkon niemer empfröndet werde enkeinen weg (auf keinen Fall), es enwäre danne so vil, das ieman, so usserthalb dem dorfe gesessen und wonhaft were, anderswo von erbeschaft icht (etwas) anviele, der sol beliben bi sinem rechte. Were aber, das derselbe, so usserthalb dem dorfe wonhaft were, sinen teil ieman wollte ze köffenne (kaufen) geben, so suln die zwelfe verhüten bi dem eide, das er den teil, so er des holtzes hat, nieman zu köffenne gebe wan (als) einem ze Zollinkon. Were aber, das derselb das holtz einem usserthalb dem dorfe darüber ze köffenne gebe, derselbe, so es danne köfte, der sol mit namen an der gebursami brief nimer geschriben werden (der soll sein Recht verwirkt haben). Were och, das dekeiner von Zollinkon sinen teil der vorgenanden höltzern verköffen wöllte, so sol er in och mit namen einem andren in dem dorfe ze köffenne geben und enkeinem usserthalb dem dorfe und suln och die zwelfe das verhüten bi dem eide.
Swanne och der vorgeschriben zwelfer dekeiner (irgendeiner) verdirbet, so sol die gebursami von Zollinkon zesamen gan bi dem eide und suln über dise sache einen andern erbern man kisen (wählen) und nemen, der si aller nutzlichst dunket ane geverde (ohne Gefahr). Und sol derselbe och danne swerren, dis vorgeschriben alles ze verhuttenne (verhüten) und ze besorgenne, als dirre brief hat mit guten trüwen ane alle geverde. Und hierüber, das dis alles veste und stete belibe, so han wir unsern gnedigen herren, hern Gotfrid Müller, ritter, erbetten, das er sin insigel an disen brief gehenket hat offenlich, darunter wir uns willeklich binden umbe dise sache, wan wir eigens insigel nicht enhaben. Ich her Gotfrid Müller, ritter, han durch die bette (Bitte) der vorgenanden von Zollinkon, deren vogt ich bin, min insigel an disen brief gehenket ze einem waren urkunde alles des, so vorgeschriben stat. – Dis geschach Zollinkon an dem Mayen abende (30. April), so man von gottes geburte zalte drücehen hundert jar und darnach in dem drissigsten jare.»

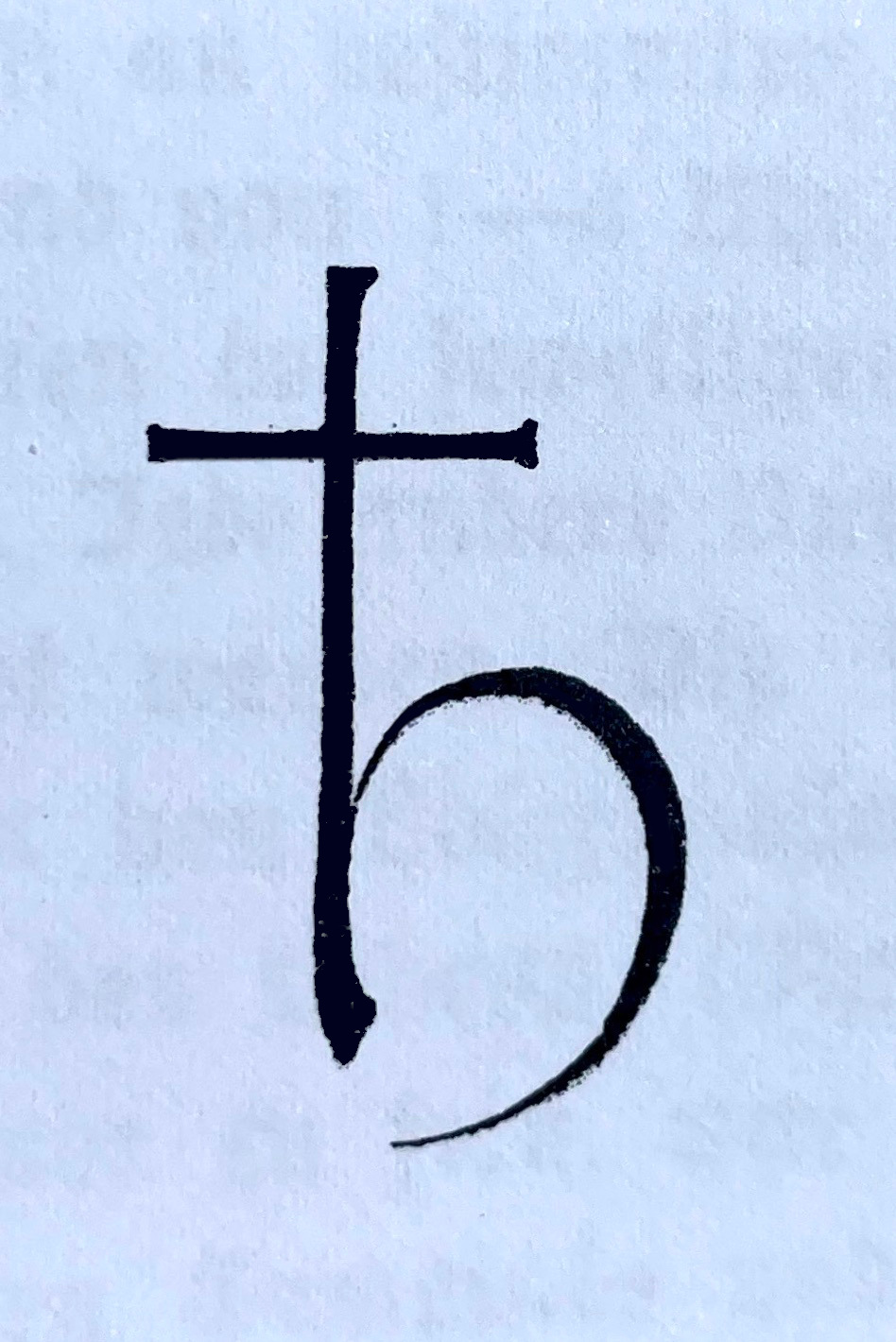
Hauszeichen der Holzkorporation

Zur Überwachung der Bestimmungen wurden aus ihrer Mitte zwölf Geschworene auf Lebzeiten gewählt: Es waren dies Ulrich Wetzel, Rudolf Herweger, Ulrich Dietrich, Jost Herweger, Rudolf Brunner, Rudolf Spelter, Heinrich Schiltknecht, Heinrich Wüest, Rudolf Obrist, Ulrich Zwyfel, Jakob Kienast und Jost Wetzel. Die Geschworenen können – im Gegensatz zu den vorherrschenden aristokratischen Strukturen – als erste Form einer weltlichen Behörde und demokratischen Struktur betrachtet werden; aus ihnen entstand später der Gemeinderat. Deshalb gilt Zollikon neben den Städten Zürich und Winterthur und dem noch etwas älteren Dorf Gräslikon im Zürcher Weinland– es wurde laut einer Gerichtsurkunde bereits 1276 als Gemeinde verstanden – als älteste Gemeinde des Kantons Zürich.
Bemerkenswert an diesem Gründungsakt ist, dass hier eine Bauerngemeinde sehr früh als Rechtspersönlichkeit auftritt. Um dem Gründungsdokument Rechtskraft zu verleihen, liessen es die Zolliker von Gottfried Mülner I. besiegeln, der als Reichsvogt an der Stelle des Kaisers die hohe Gerichtsbarkeit ausübte. Die Eigentumsverhältnisse der Einwohner waren im «Holzrodel» festgehalten und entschieden auch über den Anteil der zu leistenden Arbeiten zur Pflege des Waldes. Für diesen Frondienst erhielten die «Dorfleute und der Gebursami (Dorfgemeinschaft) gemeinlich von Zollikon» einen Anteil der Holzerträge. Anlässlich einer Rundfrage des Staatsarchivs betreffend die Archive der Holzkorporationen vom 2. Juni 1928 wurde das Fehlen der Urkunden festgestellt.
Am 29. September 1357 verkaufte der Sohn von Gottfried Mülner Götz II. die gesamten Rechte seiner Vogteigebiete an die Stadt Zürich. So kam Zollikon mit Menschen, Gütern und Rechten politisch an die Stadt. Um sich abzusichern, verlangten die Bauern von Zollikon 1359 von ihrer neuen Herrschaft eine Bestätigung des Briefes von 1330 und seiner darin festgehaltenen Rechte. Gleichzeitig wurden die Bestimmungen verschärft: Kinder durften, um eine Entfremdung des Korporationsbesitzes zu verhindern, nur innerhalb des Kreises der Holzgenossen verheiratet werden («Unser keiner sein Kind mit den vorgenannten Hölzern an keinen hinaus berathen (verheiraten) soll»). Zudem durfte keiner mehr als sechs Anteile erwerben. Die alte Holzordnung wurde vom Zürcher Bürgermeister Rudolf Brun bestätigt.

## Spätere Entwicklung

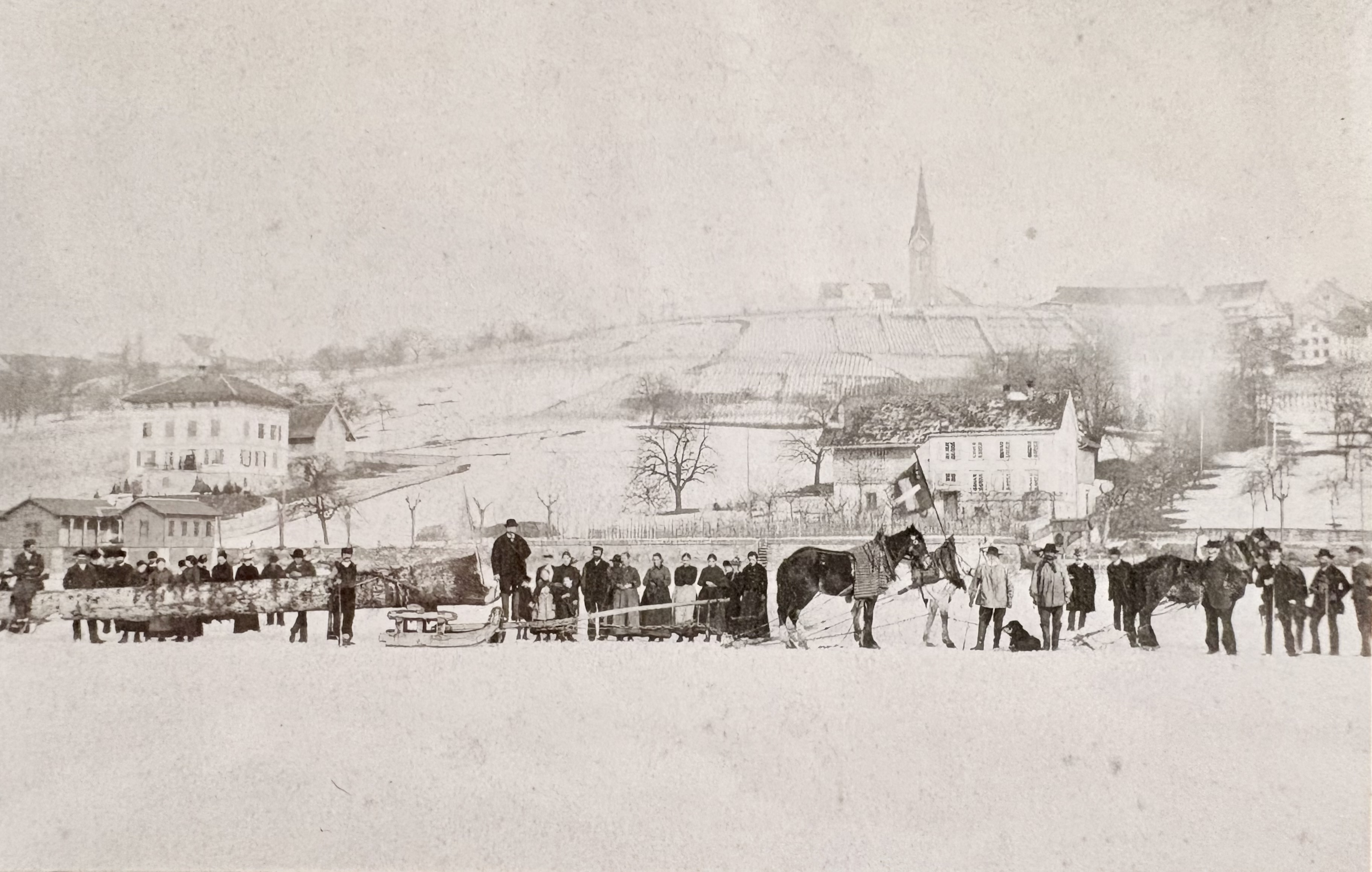
Langholzfuhrwerk der Holzkorporation 1891 auf dem gefrorenen See. Links die alte Badeanstalt. Darüber das 1883 von Gemeindepräsident Alfred Heusser erstellte Herrschaftshaus, das um 1892 dem Bau der Seebahn weichen musste und von Optiker Mathias Jäggli als Abbruchobjekt gekauft und auf seinem Grundstück weiter nördlich wieder aufgebaut wurde. Später Seestrasse 41, heute Neubau.

1552 wurde der Brief mit einem Vidimus (beglaubigte Kopie) erneut bestätigt, da das Siegel abgefallen war: «diwil derselbig am Sigel brest und mangelhaft und also das Sigel darab gefallen, wie dann augenscheinlich zu sehen was». Das abgefallene Siegel wurde durch das Stadtsiegel ersetzt.
Da die Einwohnerzahl Zollikons im Lauf der Jahre zunahm und dadurch die Anzahl der Nicht-Genossen stieg, kam es immer wieder zu sozialen Spannungen; den Holzgenossen wurde vorgeworfen, sie kümmerten sich vor allem um ihren Besitz und zu wenig um das Allgemeinwohl. Deshalb wurde die zwölfköpfige Vorsteherschaft zur Kontrolle des jährlichen Holzschlags durch drei «gewöhnliche» Holzgenossen ergänzt. Zum Schutz gegen Verstösse gegen die Holzordnung liessen sich die Holzgenossen im Mai 1556 vom Bürgermeister und Rat der Stadt Zürich einen «Einungsbrief» (eine Einung bezeichnet eine Vereinbarung freier Gewerbsgenossen zur Festsetzung und Wahrung gemeinsamer Interessen) geben, in denen die auszufällenden Strafen festgehalten waren. Damit stieg die Autonomie der Holzgenossen, da sie nun direkt Bussen ausstellen konnten, ohne dies durch den Vogt ausführen lassen zu müssen. Um Holzfrevel zu verhindern, wurde in der Dorfordnung von 1572 festgehalten, dass die Bewachung des Waldes zu den Pflichten der Holzgenossen gehörte. In der Mitte des 18. Jahrhunderts wurde dafür ein Bannwart eingesetzt, der später zum Förster wurde.
1798, nach dem Zusammenbruch der Alten Eidgenossenschaft, erhielt die Korporation privatrechtlichen Charakter. Die manchmal schwierige Vermischung von privaten und öffentlichen Interessen löste sich, und die Korporation wurde zu einem privaten Verein. Später wurden die Tätigkeiten der Holzgenossen weiter eingeschränkt: 1807 wurde ein Forstgesetz eingeführt und 1822 eine Forstverordnung. Fortan wollte der Staat die Wälder schützen und behielt sich die Oberaufsicht vor.

## Heute
Die Holzkorporation Zollikon besteht heute noch. Ihr gehören von den insgesamt rund 286 Hektaren Wald 63 Prozent. 24 Hektaren gehören dem Bürgerverband Alt-Zollikon, 18 Hektaren der politischen Gemeinde und 65 Hektaren sind im Besitz von Privaten. Die 82,5 Teilrechte der Holzkorporation verteilen sich auf 72 Personen.
Die einzelnen Teilhaber stammen ursprünglich aus alten Zolliker Familien. Mit dabei sind in der Zwischenzeit auch Auswärtige, denn die Teilrechte sind heute frei handelbar. Die Korporation besitzt ein Vorkaufsrecht. Bei Teilrechten, die von Käufern erworben werden, die schon Teilhaber sind, oder wenn Teilrechte an direkte Nachkommen vererbt werden, besteht kein Vorkaufsrecht. Seit 2011 werden pro Teilrecht jährlich 1800 Franken ausgeschüttet.
In den vergangenen Jahrzehnten hat sich die wirtschaftliche Lage der Waldbesitzer verschlechtert. In der Vorderen Rüterwies im Zollikerberg besass die Korporation ein Stück Wiesland. 1970/71 baute sie dort vier Mehrfamilienhäuser mit 48 Wohnungen. Die Mieteinnahmen fingen die Defizite aus der Waldbewirtschaftung auf und sicherten damit den Weiterbestand der Holzkorporation. Zentrales Anliegen der Holzkorporation Zollikon ist immer noch die nachhaltige und naturnahe Waldbewirtschaftung ihrer Waldungen.
Die Vorsteherschaft besteht heute aus fünf Personen. Von der Forsthütte bei den Keltengräbern aus bewirtschaftet Förster Marc Bodmer den Wald mit den vier bis sechs Angestellten der Holzkorporation und temporär eingesetzten Akkordgruppen.

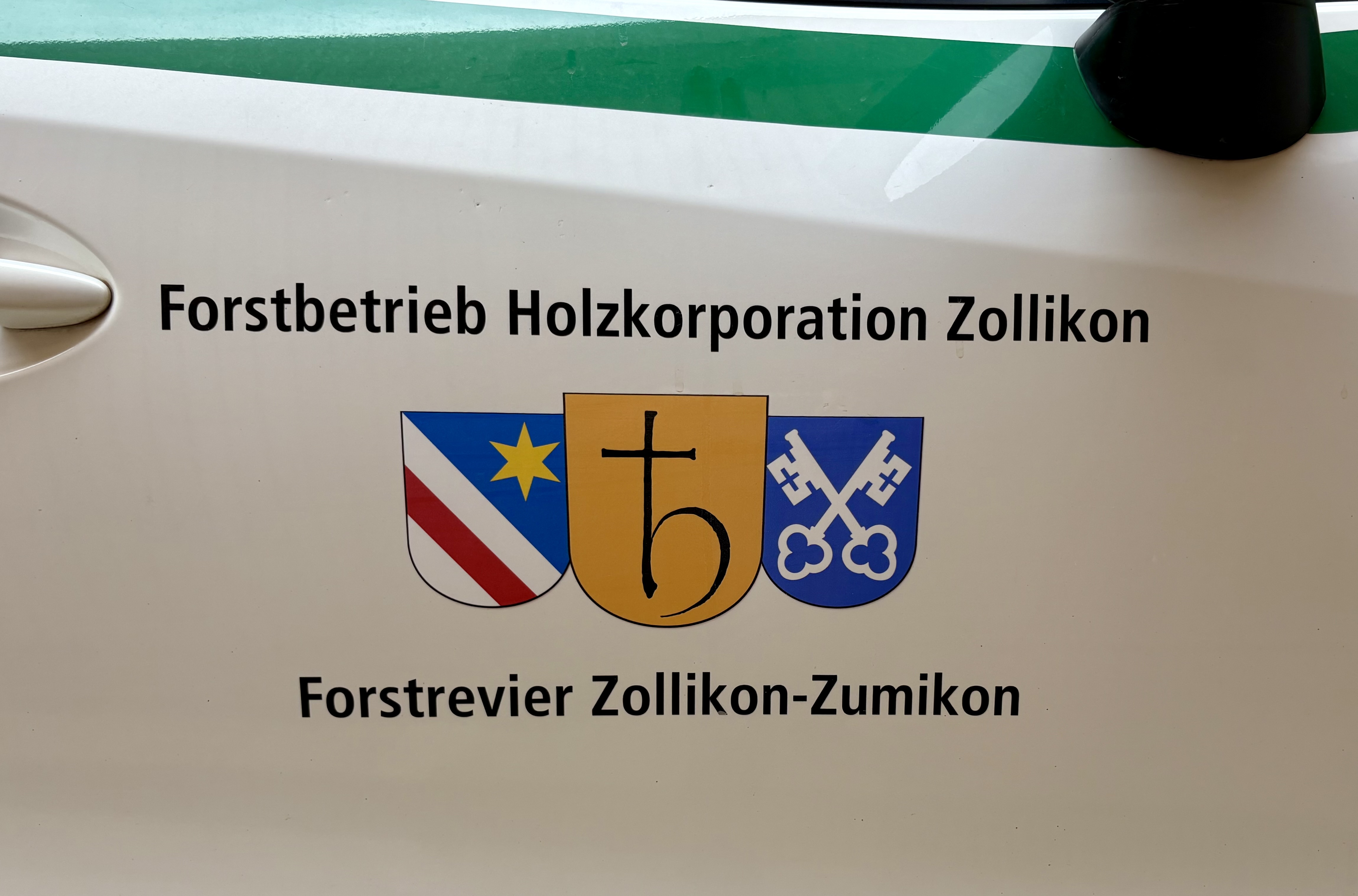
Fahrzeug des Försters
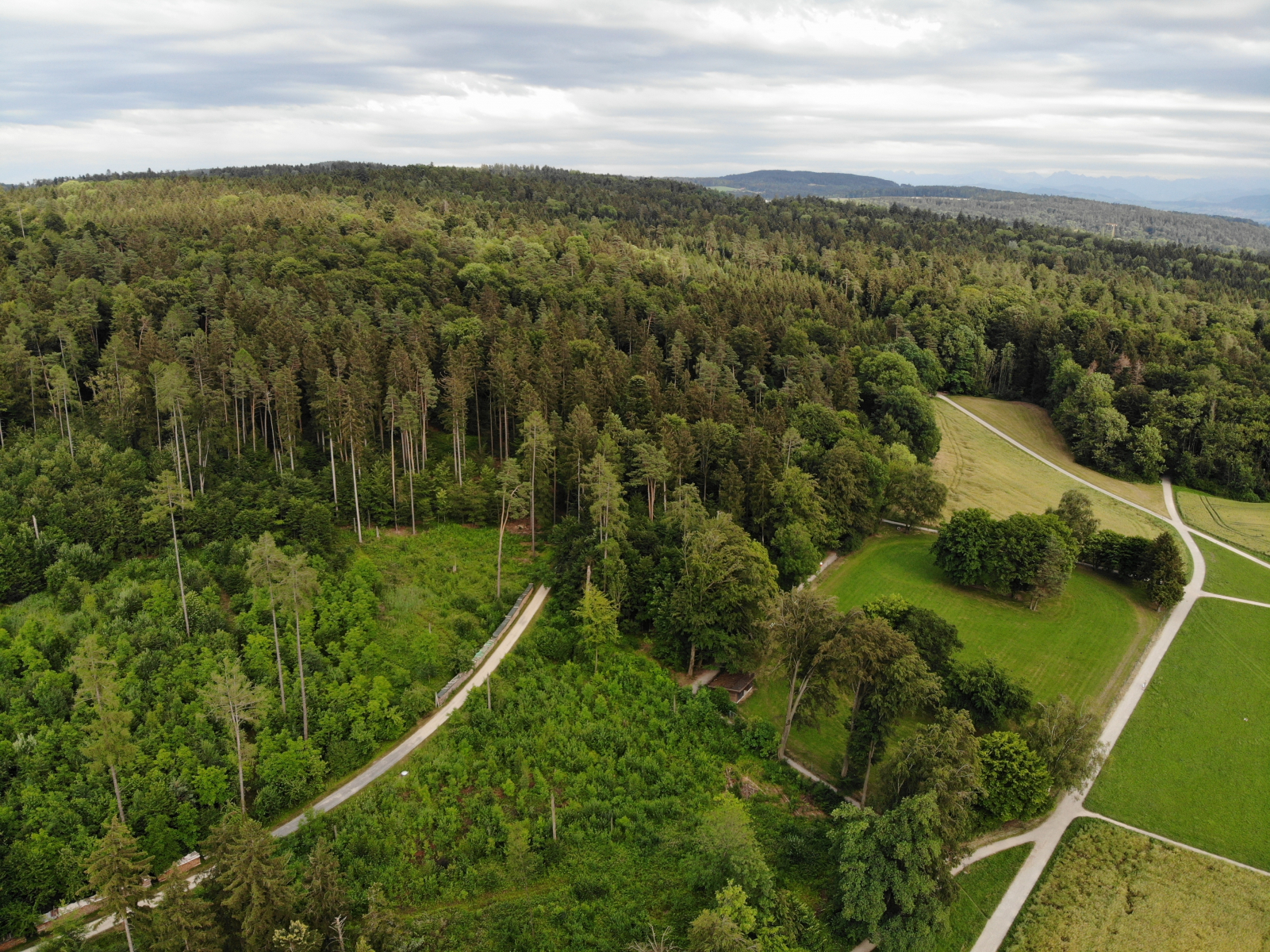
Zolliker Wald, Blick nach Süden
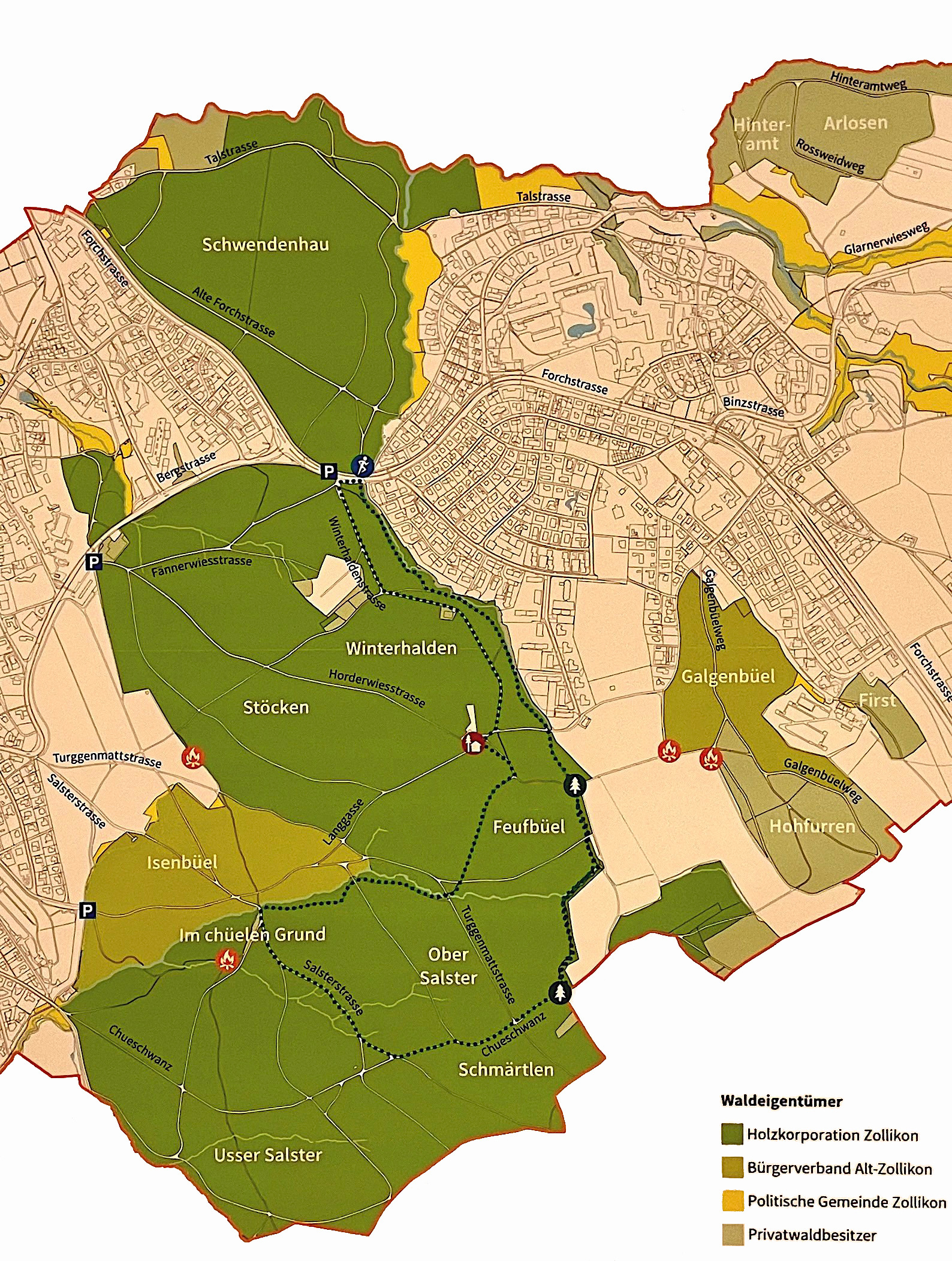
Karte der Waldanteile zwischen Zollikon-Dorf und Zollikerberg

## Dokumente
Die Gründungsurkunde war im Format 20 × 29 cm auf Pergament geschrieben. 1907 wurde sie vom Staatsarchiv Zürich fotografiert. Spätestens seit 1928 gilt die Originalurkunde IA1 als verschollen.
Im Zusammenhang mit der Holzkorporation entstanden zwischen 1330 und 1793 insgesamt 35 Urkunden. Anlässlich einer Rundfrage des Staatsarchivs betreffend die Archive der Holzkorporationen vom 2. Juni 1928 wurde das Fehlen der Urkunden I A 1–5 (1330–1416) und I A 7 (1489) festgestellt, sie seien «in Abgang gekommen». Im Staatsarchiv Zürich wird eine Fotografie der Originalurkunde aufbewahrt. Abgebildet ist sie im Urkundenbuch der Stadt und Landschaft Zürich Band XI, Nr. 4281. Abschriften aller Urkunden sind in einem 1831 angelegten Abschriftenband unter der Signatur IV B 6 vorhanden.

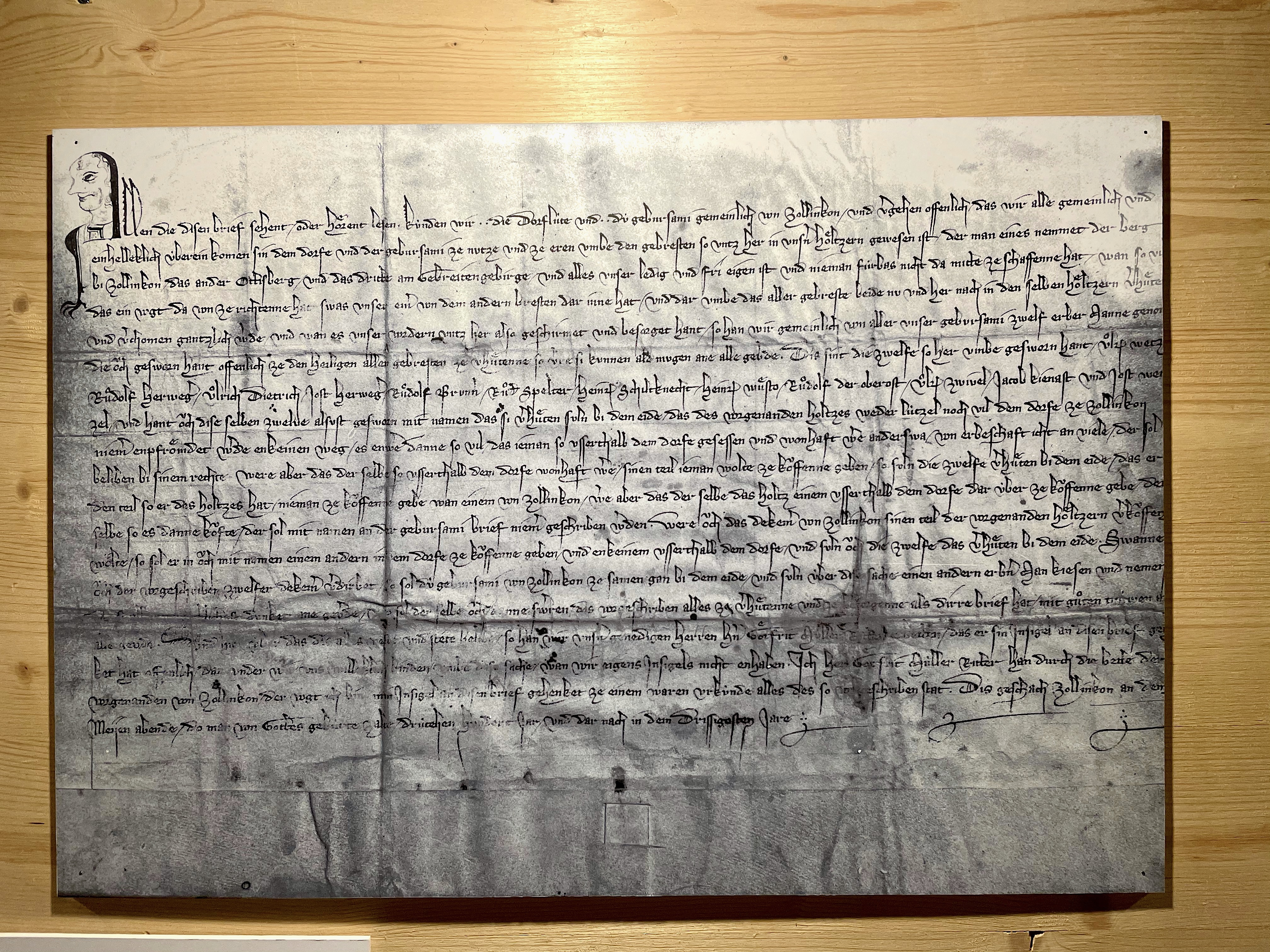
Gründungsurkunde von 1330
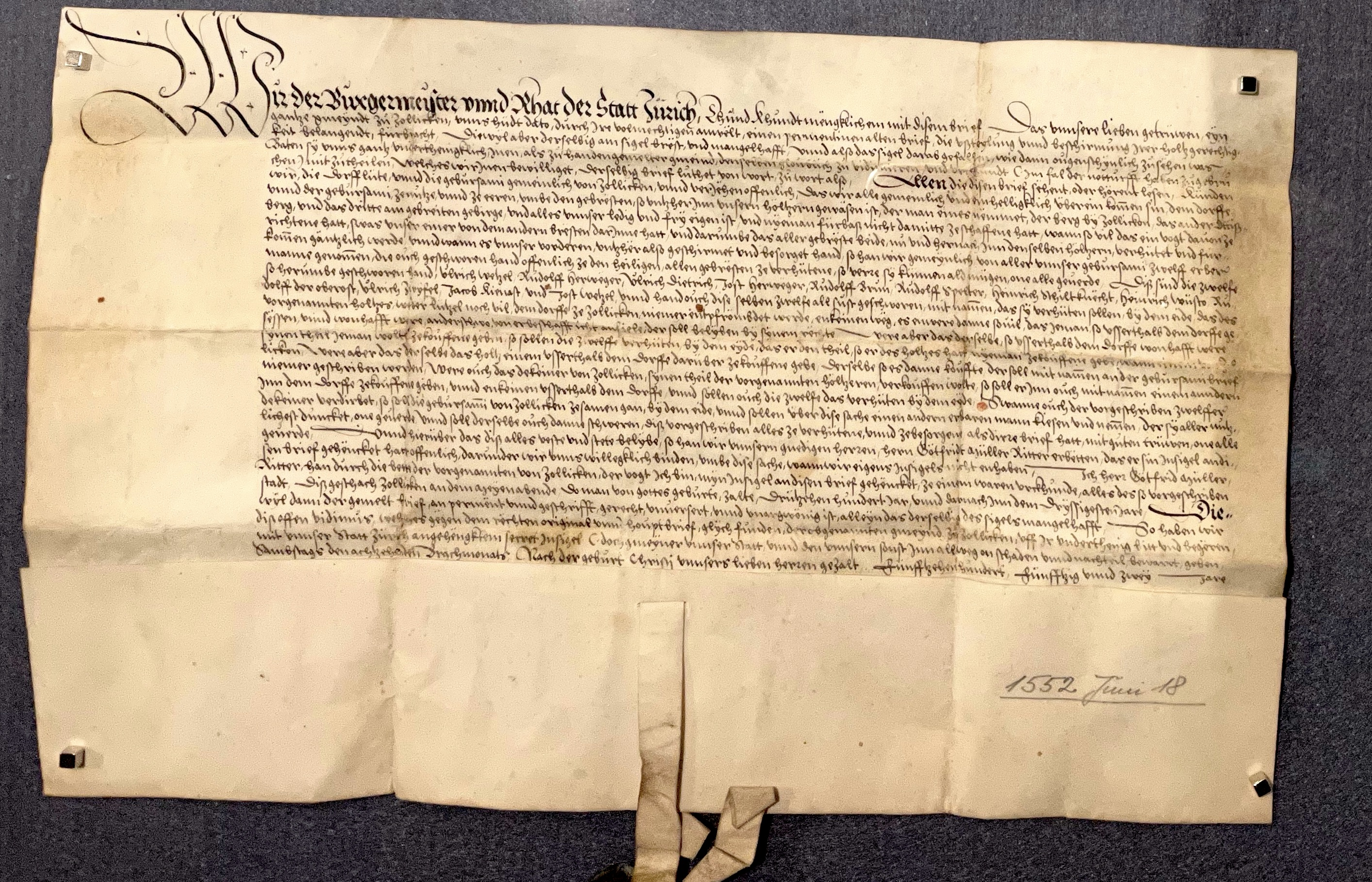
Vidimus von 1552
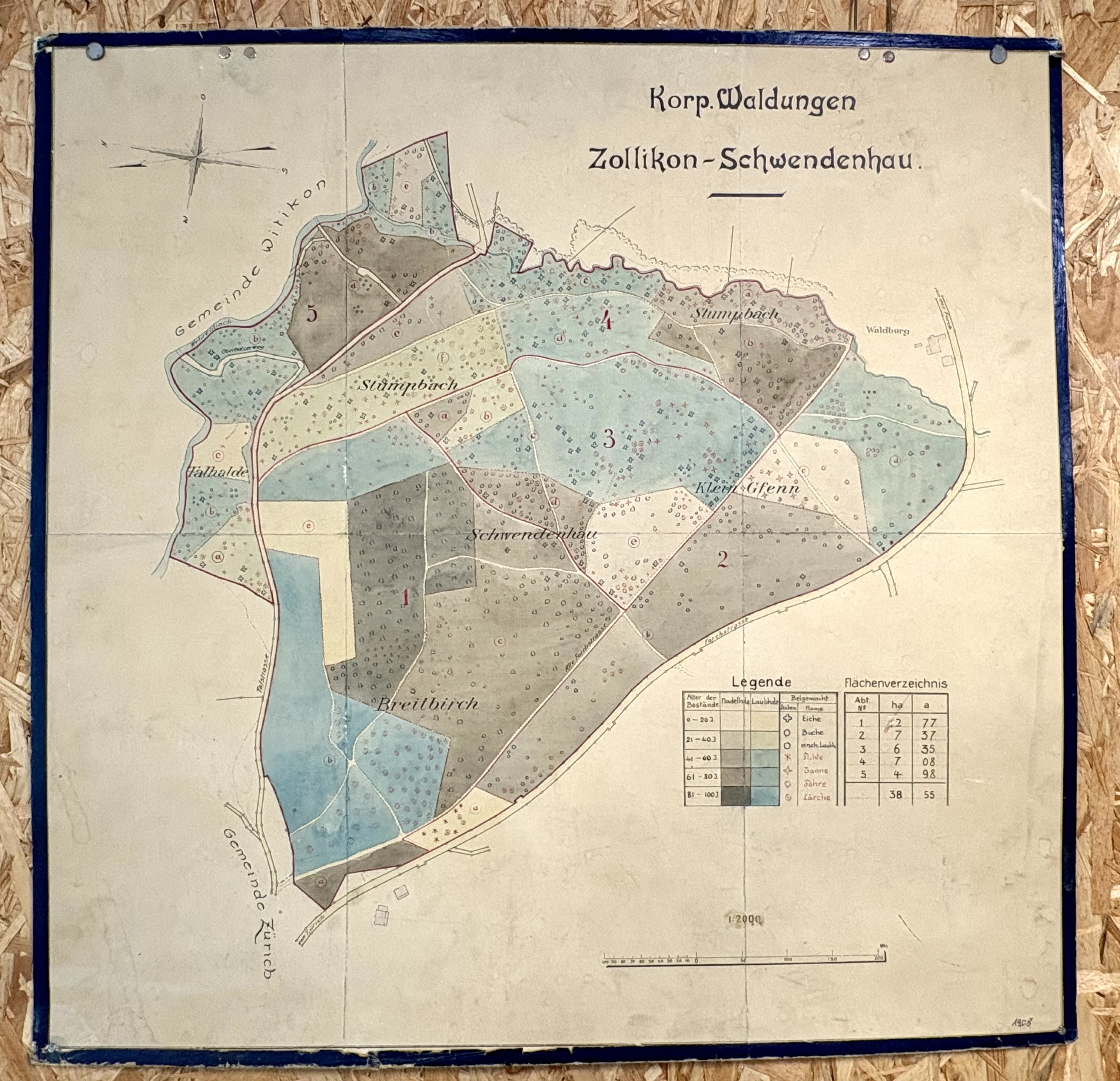
Waldanteile, um 1900

## Literatur

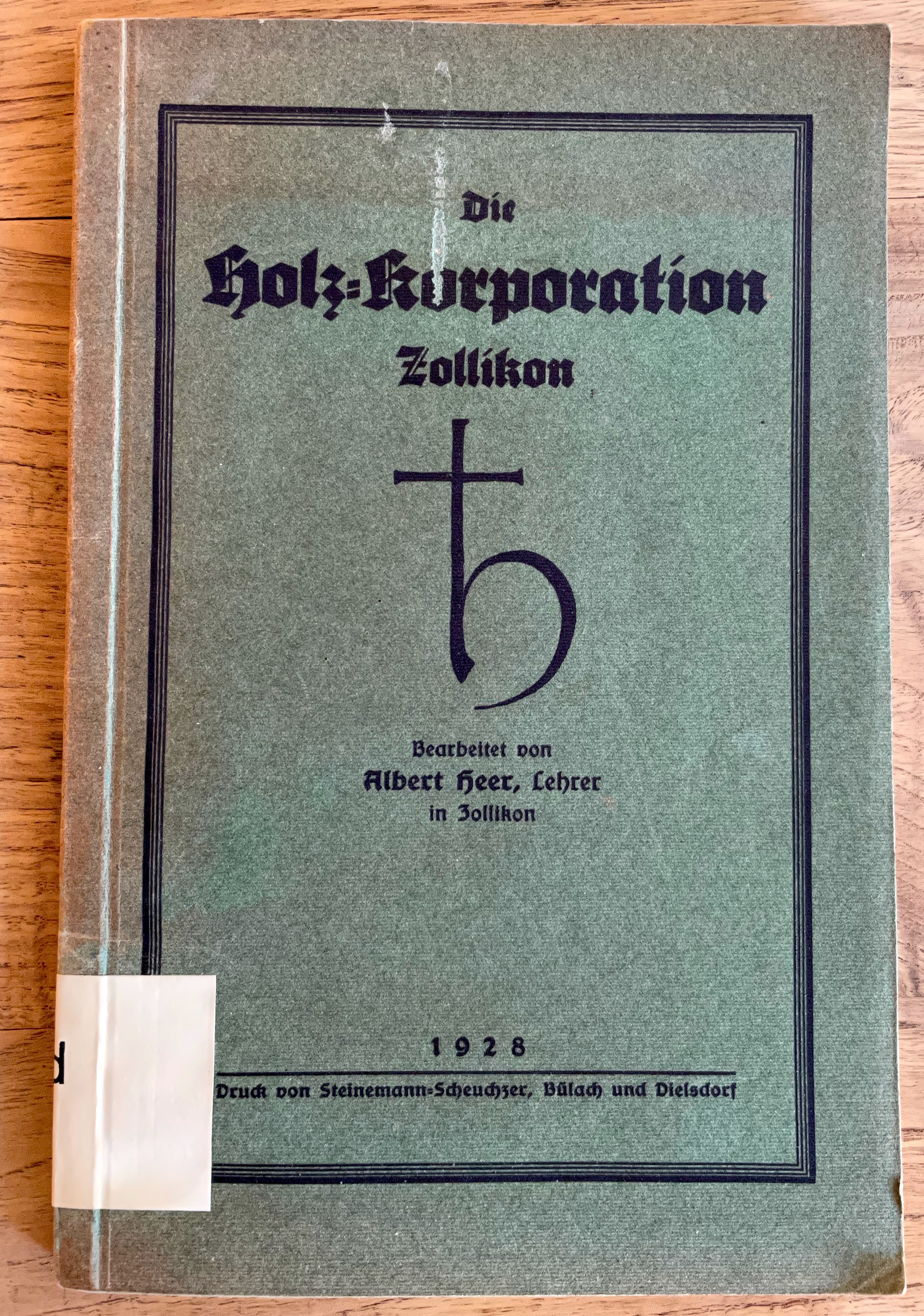
Albert Heer: Geschichte der Holzkorporation